# Myndodus velox
Myndodus velox är en insektsart som beskrevs av Alexander Fyodorovich Emeljanov 1992. Myndodus velox ingår i släktet Myndodus och familjen kilstritar. Inga underarter finns listade i Catalogue of Life.